# Schule im Aufbruch
Schule im Aufbruch ist eine Initiative, die sich für eine ganzheitliche und transformative Bildung im Sinne des Weltaktionsplans Bildung für Nachhaltige Entwicklung der UNESCO einsetzt. Gegründet wurde Schule im Aufbruch 2012 von Stephan Breidenbach, Gerald Hüther und Margret Rasfeld. Margret Rasfeld ist die aktuelle Geschäftsführerin.

## Ziele
Schule im Aufbruch unterstützt Schulen durch den Aufbau von Netzwerken und Angebote von Fortbildungen dabei, eine Lernkultur der Potenzialentfaltung aufzubauen und setzt dabei auf vier Säulen: lernen, Wissen zu erwerben; lernen zusammenzuleben; lernen zu handeln; lernen zu sein. Ziel ist es, Strukturen des Lernens und Zusammenarbeitens aber auch individuelle Rollen und Haltungen sowie die Schulkultur als Ganzes zu hinterfragen und zu verändern. Die Werte Wertschätzung, Beziehung, Partizipation, Verantwortung und Sinn bilden dabei die Grundlage für alle Veränderungen. Für 2018/2019 erhielt Schule im Aufbruch die Auszeichnung Netzwerk mit Auszeichnung durch die Deutsche UNESCO-Kommission (DUK) und des Bundesministeriums für Bildung und Forschung.
Über ihre Arbeit bei Schule im Aufbruch haben Stephan Breidenbach und Magret Rasfeld ein Buch mit dem Titel Schulen im Aufbruch – eine Anstiftung geschrieben, welches 2014 erschienen ist.

## Partner und Förderer
- Schöpflin Stiftung[5]
- Software AG-Stiftung[6]
- Gobal Goals Curriculum
- Ashoka – Heimat der Changemaker[7]
- Network for Teaching Entrepreneurship (NFTE) Deutschland[8]